# SEA-ME-WE 5
SEA-ME-WE 5 oder South-East Asia – Middle East – Western Europe 5 ist ein Seekabel, das Europa und Asien miteinander verbindet. SEA-ME-WE 5 ist das fünfte aus einer Familie von mehreren ähnlich benannten großen Seekabeln zur Verbindung Europas mit Asien. Vorläufer sind SEA-ME-WE 3 und SEA-ME-WE 4.

## Baugeschichte
Am 22. September 2014 wurde mit dem Verlegen der Kabel begonnen und die Arbeiten waren am 28. Februar 2017 abgeschlossen.

## Betreiber
Die Betreiber bilden ein Konsortium von 19 Telekommunikationsfirmen. Zu ihnen zählen:
| Unternehmen                                                    | Land                         |
| -------------------------------------------------------------- | ---------------------------- |
| Bangladesh Submarine Cable Company Limited (BSCCL)             | Bangladesch                  |
| China Mobile International (CMI)                               | Volksrepublik China          |
| China Telecom Global (CTG)                                     | Volksrepublik China          |
| China United Network Communications Group Company Limited (CU) | Volksrepublik China          |
| Djibouti Telecom                                               | Dschibuti                    |
| Emirates Integrated Telecommunications Company (du)            | Vereinigte Arabische Emirate |
| Myanmar Post and Telecom (MPT)                                 | Myanmar                      |
| Ooredoo                                                        | Katar                        |
| Orange                                                         | Frankreich                   |
| PT Telekomunikasi Indonesia International (Telin)              | Indonesien                   |
| Saudi Telecom Company (STC)                                    | Saudi-Arabien                |
| Singapore Telecommunications Ltd (Singtel)                     | Singapur                     |
| Sparkle                                                        | Italien                      |
| Sri Lanka Telecom PLC (SLT)                                    | Sri Lanka                    |
| Telecom Egypt (TE)                                             | Ägypten                      |
| Telekom Malaysia Berhad (TM)                                   | Malaysia                     |
| TeleYemen                                                      | Jemen                        |
| Turk Telekom International (TTI)                               | Türkei                       |
| Trans World Associates (Pvt) Limited Pakistan (TWA)            | Pakistan                     |

## Landepunkte

Lage und Landepunkte des SEA-ME-WE-5-Seekabels

Das Kabel hat 17 oder 18 Landepunkte in 15 oder 16 Ländern (der Status von Mumbai ist unklar) und auf vier Kontinenten.
1. Toulon, Frankreich
2. Catania, Italien
3. Marmaris, Türkei
4. Abu Talat, Ägypten
5. Zafarana, Ägypten
6. Yanbu, Saudi-Arabien
7. Dschibuti, Dschibuti
8. Qalhat, Oman
9. Kalba, Vereinigte Arabische Emirate
10. Karatschi, Pakistan
11. (Mumbai, Indien)
12. Matara, Sri Lanka
13. Kuakata, Bangladesch
14. Pathein, Myanmar
15. Medan, Indonesien
16. Malakka, Malaysia
17. Dumai, Indonesien
18. Tuas, Singapur